# Diego IV Fernández de la Cueva
Diego IV Fernández de la Cueva (Úbeda, c. 1410-después de 26 de noviembre de 1473) fue un noble castellano, señor de la Casa de la Cueva y I vizconde de Huelma. Participó activamente en la batalla de las Vacas y en la reconquista de la plaza andaluza de Huéscar. Fue padre, entre otros, de Beltrán de la Cueva, privado de Enrique IV de Castilla y I duque de Alburquerque; de Juan de la Cueva, I señor de Solera; y de Gutierre de la Cueva, obispo de Palencia y I conde de Pernía.

## Biografía

### Primeras noticias
Nació en Úbeda, Reino de Jaén, en fecha desconocida, siendo el único hijo de Gil Martínez de la Cueva, señor de la Casa de la Cueva, caballero y comendador de la Orden de Santiago y regidor de Úbeda, y de su mujer, Blanca Fernández de la Cueva, su prima segunda, hija de otro Gil Martínez de la Cueva, señor del Villarejo, y de su mujer Blanca Fernández de Biedma.
Aparece citado por primera vez en las crónicas en 1422, año en que participó activamente en la batalla de las Vacas, un conflicto entre musulmanes y cristianos ocurrido en las cercanías de Úbeda. En 1434, y al mando de Rodrigo Manrique, señor de Paredes de Nava, formó parte de la reconquista de Huéscar, a su costa, con soldados a caballo.
Contrajo matrimonio con Mayor Alfonso de Mercado, su cónyuge, hija de Juan Alfonso de Mercado, señor de la Torre de Pero Gil y de la Casa de Mercado, y de María Sánchez de Molina. Nacieron de este enlace los siguientes hijos:
1. Juan de la Cueva, que sucedió a sus padres en la Casa. Fue primer señor del estado de Solera, de la Torre de Garci Fernández y del señorío de la Torre de Pero Gil.
2. Gutierre de la Cueva, que siguió la carrera eclesiástica, siendo obispo de Palencia y por ello también conde de Pernía.
3. Beltrán de la Cueva, gran privado de Enrique IV, primer duque de Alburquerque, primer conde de Huelma y de Ledesma, Gran Maestre de la Orden de Santiago.
4. Leonor de la Cueva, que fue casada con Esteban Díaz de Villacreces, alcaide de Jimena de la Frontera, Jerez de la Frontera, Burgos y Gibraltar, y Veinticuatro de Jerez.
5. Isabel de la Cueva, que casó con Juan Manrique, caballero de la Orden de Santiago y comendador de Montemolín, hijo de Gabriel Fernández Manrique, primer conde de Osorno, duque de Galisteo.
6. María o Mayor de la Cueva, casada con Diego Sánchez de Carvajal, tercer señor de Tobaruela, Villarín y Bélmez, primer señor de Jódar, conquistador de Málaga y Granada.

### Visita de Enrique IV
En la primavera de 1456 el rey Enrique IV de Castilla visitó Úbeda tras un viaje que llevó a cabo por Andalucía, y fue hospedado en su casa. No existe acuerdo entre los cronistas de los hechos ocurridos durante la estancia del monarca en la casa familiar, argumentando dos posibilidades. Mientras que unos mantienen que el caballero aprovechó la ocasión y le ofreció mil doblas de oro y le pidió que tomase a uno de sus hijos como paje, otros aseguran que fue el propio rey quien le ofreció al padre esta oportunidad por el trato recibido. El hijo elegido fue Beltrán de la Cueva, quien al poco tiempo ingresó como paje de lanza del rey, y un año más tarde obtuvo del mismo el señorío de la villa de Jimena de la Frontera, comenzando así su ascenso en la corte castellana, hasta convertirse en el gran privado del rey y titularse Gran maestre de la Orden de Santiago.

### Última etapa
El 15 de junio de 1464, Enrique IV otorgó en Madrid una Real cédula por la cual le concedió el Vizcondado de Huelma, haciéndole merced de dicha villa de Huelma, con su castillo y fortaleza, para que después de muerto pasase en forma de mayorazgo a su hijo don Beltrán.
A partir de entonces el vizconde contribuyó en gran manera con su poder y autoridad a mantener al Reino de Jaén al lado del monarca, hecho que refiere la crónica del condestable don Miguel Lucas de Iranzo. Ocupó los cargos de alcaide de los Reales Alcázares de Huelma, de Alcalá la Real, Lorca y Cartagena, corregidor y justicia mayor de Úbeda, y comendador de Reina y Albanchez, además de ser caballero de la Orden de Santiago y del Consejo Real de Enrique IV.
Consiguió Facultad Real para fundar mayorazgo junto a su mujer por una cédula de 10 de junio de 1472, vinculando los principales bienes familiares, llamando a suceder a su hijo Juan. Falleció poco después de otorgar codicilo en Jaén a finales de 1473, y fue enterrado en la capilla familiar de la iglesia de Santa María de los Reales Alcázares de Úbeda.